# Cordilheira do Cáucaso
Este artigo é sobre a cadeia de montanhas terrestre. Existe também uma cordilheira lunar, chamada Cáucaso (Lua).
A cordilheira do Cáucaso é uma cadeia de montanhas longa de 1 200 km entre o Mar Negro e o Mar Cáspio, frequentemente considerada o limite do extremo sudeste da Europa, formando uma das divisas com a Ásia. Forma duas cadeias distintas:
- O Grande Cáucaso estende-se de Sochi, nas margens do nordeste do Mar Negro, ao este-sudeste, alcançando o Mar Cáspio perto de Baku. Na maior parte da sua extensão, forma a fronteira natural da Rússia com a Geórgia e o Azerbaijão. Os picos do Grande Cáucaso incluem o Monte Elbrus, com 5642 m, a montanha mais alta da Europa.

- O Pequeno Cáucaso estende-se paralelamente ao Grande Cáucaso, a uma distância média de 100 km ao sul. As fronteiras da Geórgia, Armênia e do Azerbaijão correm através dessa cadeia, apesar de as cristas não definirem a fronteira de maneira geral.

## Geografia
A cordilheira, retilínea, cresce em altitude a 300 km do Estreito de Kerch e culmina, na sua parte central, em vastos maciços vulcânicos gelados:
- o Elbrus 5642 m (Rússia Europeia)
- o Dykh-Tau 5203 m (Rússia Europeia)
- o Chkhara 5058 m (fronteira Geórgia-Rússia)
- o Kazbek 5047 m (Geórgia)
- o Usba 4695 m
- o Uipata 4638 m

Enquanto o Cáucaso central é coberto por numerosas geleiras, o Cáucaso ocidental é coberto por florestas, e o Cáucaso oriental, mais baixo e seco, é uma região quase desértica. O contraste é menos visível entre os flancos norte e sul. O Cáucaso não apresenta vales longitudinais suscetíveis de atenuar seu papel de obstáculo. Ao centro, ele pode ser ultrapassado por diversas estradas, como a do vale do Tarek, que leva ao Passo da Cruz (2388 m). Entre o Grande e o Pequeno Cáucaso, a Transcaucásia estende-se por 700 km, entre o Mar Cáspio e o Mar Negro. É uma região complexa, que associa bacias bem desenvolvidas: a Colchida a oeste e a planície do Azerbaijão a leste. No centro, os corredores paralelos da Koura, do Iori e do Alazani, assim que a planície de Gori, superpõe-se entre 150 et 700 m. Ao sul, as montanhas da Geórgia e da Armênia constituem o terceiro setor do Cáucaso, o Pequeno Cáucaso, cuja altitude média é de 2000 m. A cadeia é, no entanto, interrompida por vastos maciços vulcânicos; a oeste do Lago Sevã, o monte Aragats (80 km de largura) constitui a parte mais elevada do maciço de Alaghez (4095 m), ponto culminante do Pequeno Cáucaso, na Armênia.

## Geologia
Geologicamente, as montanhas do Cáucaso pertencem ao sistema de cinturão Alpide que se estende do sudeste da Europa até a Ásia e é considerado uma fronteira entre os dois continentes.  As montanhas do Grande Cáucaso são compostas principalmente de rochas do Cretáceo e do Jurássico, com as rochas do Paleozóico e do Pré-cambriano nas regiões mais altas. Algumas formações vulcânicas são encontradas em toda a cordilheira. Por outro lado, as montanhas do Cáucaso Menor são formadas predominantemente pelas rochas do Paleógeno com uma porção muito menor de rochas do Jurássico e do Cretáceo. A evolução do Cáucaso começou do Triássico Superior ao Jurássico Superior durante a orogenia ciméria na margem ativa do Oceano Tétis, enquanto a elevação do Grande Cáucaso é datada do Mioceno durante a orogenia alpina.
As montanhas do Cáucaso formaram-se em grande parte como resultado de uma colisão de placas tectônicas entre a placa arábica movendo-se para o norte em relação à placa eurasiática. Quando o Mar de Tétis foi fechado e a Placa Arábica colidiu com a Placa Iraniana e foi empurrada contra ela e com o movimento no sentido horário da Placa Eurasiática em direção à Placa Iraniana e sua colisão final, a Placa Iraniana foi pressionada contra a Placa Eurasiática. Quando isso aconteceu, as rochas que haviam sido depositadas nesta bacia do Jurássico ao Mioceno foram dobradas para formar as montanhas do Grande Cáucaso. Esta colisão também causou a elevação e a atividade vulcânica cenozóica nas montanhas do Cáucaso Menor.
Toda a região está regularmente sujeita a fortes terremotos devido a essa atividade. Enquanto as montanhas do Grande Cáucaso têm uma estrutura sedimentar principalmente dobrada, as montanhas do Cáucaso Menor são em grande parte de origem vulcânica.
O planalto vulcânico de Javakheti, na Geórgia, e as cordilheiras vulcânicas circundantes, que se estendem até o centro da Armênia, são algumas das características mais jovens da região. Apenas recentemente o Cáucaso foi palco de intensa atividade vulcânica: o planalto armênio foi inundado por basaltos e andesitos cálcio-alcalinos no Plioceno e os cumes mais altos do Cáucaso, o Elbrus e o Kazbek, formados como vulcões do Pleistoceno-Plioceno. O Kazbek não está mais ativo, mas o Elbrus entrou em erupção em tempos pós-glaciais e a atividade de fumarola é registrada perto de seu cume. A atividade sísmica contemporânea é uma característica proeminente da região, refletindo falhas ativas e encurtamento crustal. Aglomerados de sismicidade ocorrem no Daguestão e no norte da Armênia. Muitos terremotos devastadores foram documentados em tempos históricos, incluindo o sismo de Espitaque em dezembro de 1988, que destruiu a região de Gyumri-Vanadzor, na Armênia.

## Recursos naturais
O Cáucaso possui jazidas de metais não ferrosos e reservas de petróleo (Azerbaijão e regiões de Maïkop e de Grozni).